# Liste des cantons des Yvelines

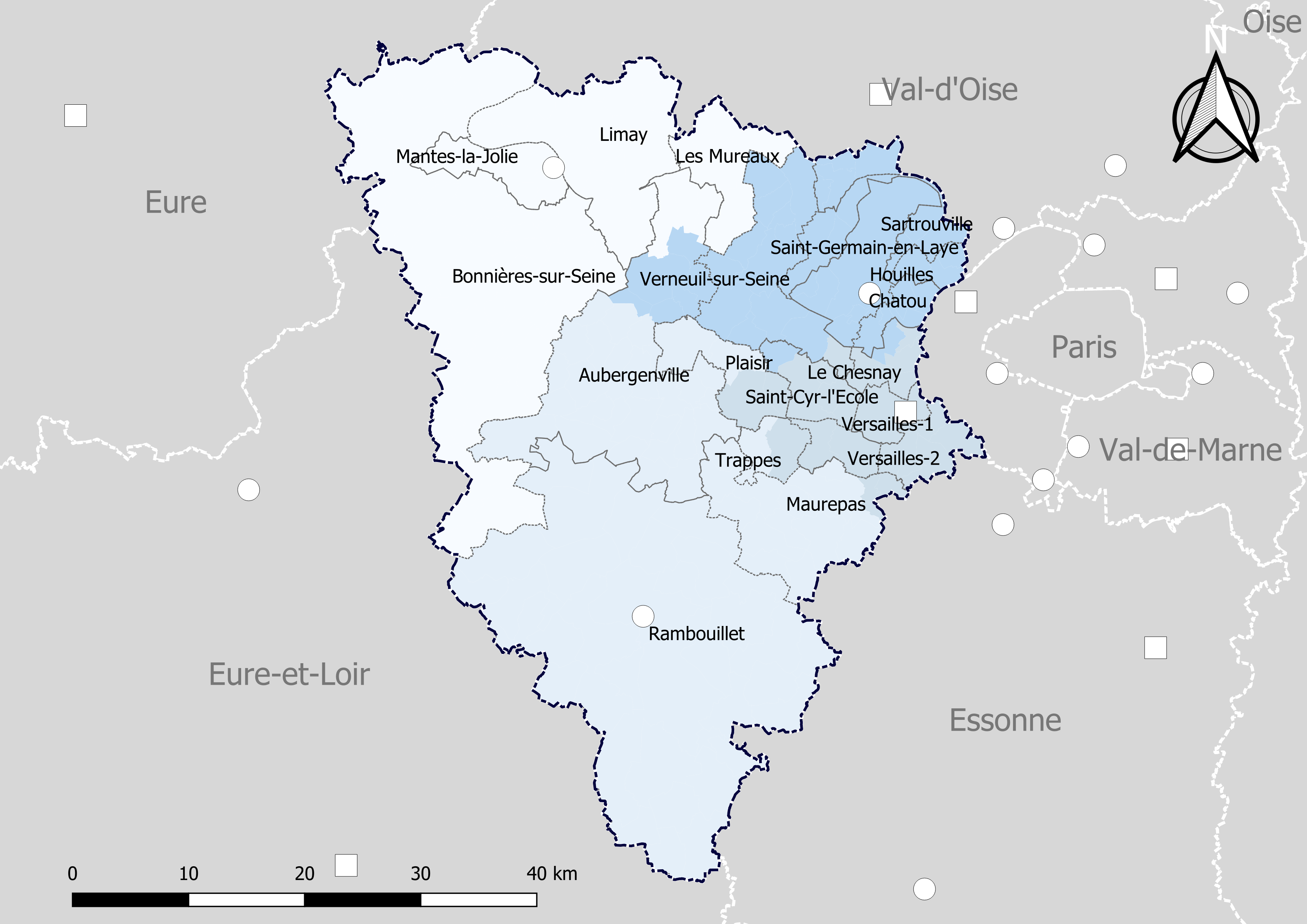
Découpage cantonal du département des Yvelines, avec en surimpression les arrondissements (en nuances de bleu) - Carte arrêtée au 1er janvier 2019.

Les cantons des Yvelines sont au nombre de vingt-et-un depuis 2015. Ils sont rattachés aux quatre arrondissements qui composent le département français des Yvelines depuis sa création en 1968.

## Historique

### 31 cantons lors de la création du département des Yvelines

Carte des cantons - découpage de 1967

En 1967, à l'occasion du démembrement de l'ancien département de Seine-et-Oise, un découpage cantonal, spécifique aux départements nouvellement créés, est adopté. Dans le cas des Yvelines trente-et-un cantons sont délimités par le décret ministériel no 67-594 du 20 juillet 1967.
Ces 31 cantons étaient les suivants : Versailles-Nord, Versailles-Sud, Versailles-Nord-Ouest, Versailles-Ouest, Viroflay, Trappes, Saint-Germain-en-Laye-Nord, Saint-Germain-en-Laye-Sud, Poissy-Nord, Poissy-Sud, La Celle-Saint-Cloud, Chatou, Le Vésinet, Conflans-Sainte-Honorine, Triel-sur-Seine, Houilles, Maisons-Laffitte, Sartrouville, Marly-le-Roi, Saint-Nom-la-Bretèche, Rambouillet, Montfort-l'Amaury, Chevreuse, Saint-Arnoult-en-Yvelines, Mantes-la-Jolie, Guerville, Bonnières-sur-Seine, Houdan, Limay, Meulan, Aubergenville.
Le 24 novembre 1969, les deux communes de Toussus-le-Noble et Châteauneuf, initialement incluses dans l'Essonne, sont rattachées aux Yvelines et au canton de Versailles-Sud.

### 1976-1991: de 31 à 39 cantons
En 1976, un nouveau découpage, portant le nombre total de cantons à trente-sept, est défini pour tenir compte des évolutions démographiques par le décret ministériel no 76-57 du 15 janvier 1976. Six nouveaux cantons sont créés : Le Chesnay, Saint-Cyr-l'École , Vélizy-Villacoublay, Mantes-la-Ville, Maurepas et Le Pecq. Par ailleurs, les limites séparant les cantons de Chevreuse et Montfort-l'Amaury, d'une part, et de Saint-Germain-en-Laye-Nord et Saint-Germain-en-Laye-Sud, d'autre part, sont modifiées.
En 1982, un nouveau canton est créé par subdivision du canton de Trappes en deux cantons : Trappes et Plaisir, portant le nombre total de cantons à trente-huit (décret ministériel no 82-38 du 15 janvier 1982).
En 1985, un nouveau canton est créé par subdivision du canton de Conflans-Sainte-Honorine en deux cantons : Conflans-Sainte-Honorine et Andrésy, portant le nombre total de cantons à trente-neuf (décret ministériel no 85-151 du 31 janvier 1985).
En 1991, le canton de Versailles-Ouest est supprimé et remplacé par celui de Montigny-le-Bretonneux (qui comprend les communes de Guyancourt et Montigny-le-Bretonneux) tandis que la partie du territoire de Versailles concernée est rattachée au canton de Versailles-Nord-Ouest (décret ministériel no 91-222 du 27 février 1991).

### Composition détaillée avant 2014

Carte des cantons avant 2014

Liste des 39 anciens cantons des Yvelines, par arrondissement :
Leur population moyenne était de 34 726 habitants (recensement 1999).
Arrondissement de Mantes-la-Jolie
- Canton d'Aubergenville
- Canton de Bonnières-sur-Seine
- Canton de Guerville
- Canton de Houdan
- Canton de Limay
- Canton de Mantes-la-Jolie
- Canton de Mantes-la-Ville
- Canton de Meulan

Arrondissement de Rambouillet
- Canton de Chevreuse
- Canton de Maurepas
- Canton de Montfort-l'Amaury
- Canton de Rambouillet
- Canton de Saint-Arnoult-en-Yvelines

Arrondissement de Saint-Germain-en-Laye
- Canton d'Andrésy
- Canton de la Celle-Saint-Cloud
- Canton de Chatou
- Canton de Conflans-Sainte-Honorine
- Canton de Houilles
- Canton de Maisons-Laffitte
- Canton de Marly-le-Roi
- Canton du Pecq
- Canton de Poissy-Nord
- Canton de Poissy-Sud
- Canton de Saint-Germain-en-Laye-Nord
- Canton de Saint-Germain-en-Laye-Sud
- Canton de Saint-Nom-la-Bretèche
- Canton de Sartrouville
- Canton de Triel-sur-Seine
- Canton du Vésinet

Arrondissement de Versailles
- Canton du Chesnay
- Canton de Montigny-le-Bretonneux
- Canton de Plaisir
- Canton de Saint-Cyr-l'École
- Canton de Trappes
- Canton de Vélizy-Villacoublay
- Canton de Versailles-Nord
- Canton de Versailles-Nord-Ouest
- Canton de Versailles-Sud
- Canton de Viroflay

## Redécoupage cantonal de 2014
Dans la poursuite de la réforme territoriale engagée en 2010, l'Assemblée nationale adopte définitivement le 17 avril 2013 la réforme du mode de scrutin pour les élections départementales destinée à garantir la parité hommes/femmes. Les lois (loi organique 2013-402 et loi 2013-403) sont promulguées le 17 mai 2013. Un nouveau découpage territorial est défini par décret du 21 février 2014 pour le département des Yvelines. Celui-ci entre en vigueur lors du premier renouvellement général des assemblées départementales suivant la publication du décret, prévu en mars 2015. Les conseillers départementaux sont élus au scrutin majoritaire binominal mixte. Les électeurs de chaque canton éliront au Conseil départemental, nouvelle appellation des Conseils généraux, deux membres de sexe différent, qui se présenteront en binôme de candidats. Les conseillers départementaux seront élus pour 6 ans au scrutin binominal majoritaire à deux tours, l'accès au second tour nécessitant 10 % des inscrits au 1er tour. En outre la totalité des conseillers départementaux est renouvelée.
Ce nouveau mode de scrutin nécessite un redécoupage des cantons dont le nombre est divisé par deux avec arrondi à l'unité impaire supérieure si ce nombre n'est pas entier impair et avec des conditions de seuils minimaux. Dans les Yvelines le nombre de cantons passe ainsi de 39 à 21.
Les critères du remodelage cantonal sont les suivants : le territoire de chaque canton doit être défini sur des bases essentiellement démographiques, le territoire de chaque canton doit être continu et les communes de moins de 3 500 habitants sont entièrement comprises dans le même canton. Il n’est fait référence, ni aux limites des arrondissements, ni à celles des circonscriptions législatives.
Conformément à de multiples décisions du Conseil constitutionnel depuis 1985 et notamment sa décision no 2010-618 DC du 9 décembre 2010, il est admis que le principe d’égalité des électeurs au regard des critères démographiques est respecté lorsque le ratio conseiller/habitant de la circonscription est compris dans une fourchette de 20 % de part et d'autre du ratio moyen conseiller/habitant du département. Pour le département des Yvelines, la population de référence est la population légale en vigueur au 1er janvier 2013, à savoir la population millésimée 2010, soit 1 408 765 habitants. Avec 21 cantons la population moyenne par conseiller départemental est de 67 084 habitants. Ainsi la population de chaque nouveau canton doit-elle être comprise entre 53 667 habitants et 80 501 habitants pour respecter le principe de l'égalité citoyenne au vu des critères démographiques.

### Composition détaillée
| N° | Nom du Canton            | Bureau centralisateur    | Population 2010              | Écart /moyenne | Nombre de communes entières | Communes composant le canton |
| -- | ------------------------ | ------------------------ | ---------------------------- | -------------- | --------------------------- | --- |
| 1  | Aubergenville            | Aubergenville            | 68 350                       | 1,02           | 40                          | Andelu, Aubergenville, Aulnay-sur-Mauldre, Auteuil, Autouillet, Bazemont, Bazoches-sur-Guyonne, Béhoust, Boissy-sans-Avoir, Bouafle, Flexanville, Flins-sur-Seine, Galluis, Gambais, Garancières, Goupillières, Grosrouvre, Herbeville, Jouars-Pontchartrain, Marcq, Mareil-le-Guyon, Mareil-sur-Mauldre, Maule, Méré, Les Mesnuls, Millemont, Montainville, Montfort-l'Amaury, Neauphle-le-Château, Neauphle-le-Vieux, Nézel, La Queue-les-Yvelines, Saint-Germain-de-la-Grange, Saint-Rémy-l'Honoré, Saulx-Marchais, Thoiry, Le Tremblay-sur-Mauldre, Vicq, Villiers-le-Mahieu, Villiers-Saint-Frédéric. |
| 2  | Bonnières-sur-Seine      | Bonnières-sur-Seine      | 56 814                       | 0,85           | 69                          | Adainville, Arnouville-lès-Mantes, Auffreville-Brasseuil, Bazainville, Bennecourt, Blaru, Boinville-en-Mantois, Boinvilliers, Boissets, Boissy-Mauvoisin, Bonnières-sur-Seine, Bourdonné, Breuil-Bois-Robert, Bréval, Chaufour-lès-Bonnières, Civry-la-Forêt, Condé-sur-Vesgre, Courgent, Cravent, Dammartin-en-Serve, Dannemarie, Favrieux, Flacourt, Flins-Neuve-Église, Fontenay-Mauvoisin, Freneuse, Gommecourt, Goussonville, Grandchamp, Gressey, Guerville, Hargeville, La Hauteville, Houdan, Jouy-Mauvoisin, Jumeauville, Limetz-Villez, Lommoye, Longnes, Maulette, Ménerville, Méricourt, Moisson, Mondreville, Montchauvet, Mousseaux-sur-Seine, Mulcent, Neauphlette, Notre-Dame-de-la-Mer, Orgerus, Orvilliers, Osmoy, Perdreauville, Prunay-le-Temple, Richebourg, Rolleboise, Rosay, Saint-Illiers-la-Ville, Saint-Illiers-le-Bois, Saint-Martin-des-Champs, Septeuil, Soindres, Tacoignières, Le Tartre-Gaudran, Le Tertre-Saint-Denis, Tilly, Vert, La Villeneuve-en-Chevrie, Villette. |
| 3  | Chatou                   | Chatou                   | 77 887                       | 1,16           | 5                           | Chatou, Croissy-sur-Seine, Marly-le-Roi, Le Port-Marly, Le Vésinet. |
| 4  | Le Chesnay-Rocquencourt  | Le Chesnay-Rocquencourt  | 72 767                       | 1,08           | 5                           | Bailly, Bougival, La Celle-Saint-Cloud, Le Chesnay-Rocquencourt, Louveciennes. |
| 5  | Conflans-Sainte-Honorine | Conflans-Sainte-Honorine | 61 482                       | 0,92           | 4                           | Andrésy, Chanteloup-les-Vignes, Conflans-Sainte-Honorine, Maurecourt. |
| 6  | Houilles                 | Houilles                 | 62 223                       | 0,93           | 3                           | Carrières-sur-Seine, Houilles, Montesson. |
| 7  | Limay                    | Limay                    | 54 914                       | 0,82           | 20                          | Brueil-en-Vexin, Drocourt, Épône, La Falaise, Follainville-Dennemont, Fontenay-Saint-Père, Gargenville, Guernes, Guitrancourt, Issou, Jambville, Juziers, Lainville-en-Vexin, Limay, Mézières-sur-Seine, Montalet-le-Bois, Oinville-sur-Montcient, Porcheville, Sailly, Saint-Martin-la-Garenne. |
| 8  | Mantes-la-Jolie          | Mantes-la-Jolie          | 75 916                       | 1,13           | 5                           | Buchelay, Magnanville, Mantes-la-Jolie, Mantes-la-Ville, Rosny-sur-Seine. |
| 9  | Maurepas                 | Maurepas                 | 71 756                       | 1,07           | 16                          | Châteaufort, Chevreuse, Choisel, Coignières, Dampierre-en-Yvelines, Lévis-Saint-Nom, Magny-les-Hameaux, Maurepas, Le Mesnil-Saint-Denis, Milon-la-Chapelle, Saint-Forget, Saint-Lambert, Saint-Rémy-lès-Chevreuse, Senlisse, Toussus-le-Noble, Voisins-le-Bretonneux. |
| 10 | Montigny-le-Bretonneux   | Montigny-le-Bretonneux   | 61 303                       | 0,91           | 2                           | Guyancourt, Montigny-le-Bretonneux. |
| 11 | Les Mureaux              | Les Mureaux              | 56 068                       | 0,84           | 10                          | Chapet, Ecquevilly, Évecquemont, Gaillon-sur-Montcient, Hardricourt, Meulan-en-Yvelines, Mézy-sur-Seine, Les Mureaux, Tessancourt-sur-Aubette, Vaux-sur-Seine. |
| 12 | Plaisir                  | Plaisir                  | 57 195                       | 0,85           | 4                           | Beynes, Les Clayes-sous-Bois, Plaisir, Thiverval-Grignon. |
| 13 | Poissy                   | Poissy                   | 72 540                       | 1,08           | 3                           | Achères, Carrières-sous-Poissy, Poissy. |
| 14 | Rambouillet              | Rambouillet              | 77 872                       | 1,16           | 36                          | Ablis, Allainville, Auffargis, Boinville-le-Gaillard, La Boissière-École, Bonnelles, Les Bréviaires, Bullion, La Celle-les-Bordes, Cernay-la-Ville, Clairefontaine-en-Yvelines, Émancé, Les Essarts-le-Roi, Gambaiseuil, Gazeran, Hermeray, Longvilliers, Mittainville, Orcemont, Orphin, Orsonville, Paray-Douaville, Le Perray-en-Yvelines, Poigny-la-Forêt, Ponthévrard, Prunay-en-Yvelines, Raizeux, Rambouillet, Rochefort-en-Yvelines, Saint-Arnoult-en-Yvelines, Saint-Hilarion, Saint-Léger-en-Yvelines, Saint-Martin-de-Bréthencourt, Sainte-Mesme, Sonchamp, Vieille-Église-en-Yvelines. |
| 15 | Saint-Cyr-l'École        | Saint-Cyr-l'École        | 55 671                       | 0,83           | 6                           | Bois-d'Arcy, Chavenay, Fontenay-le-Fleury, Rennemoulin, Saint-Cyr-l'École, Villepreux. |
| 16 | Saint-Germain-en-Laye    | Saint-Germain-en-Laye    | 76 319                       | 1,14           | 6                           | Aigremont, Chambourcy, L'Étang-la-Ville, Mareil-Marly, Le Pecq, Saint-Germain-en-Laye. |
| 17 | Sartrouville             | Sartrouville             | 80 382                       | 1,2            | 3                           | Maisons-Laffitte, Le Mesnil-le-Roi, Sartrouville. |
| 18 | Trappes                  | Trappes                  | 62 202                       | 0,93           | 3                           | Élancourt, Trappes, La Verrière. |
| 19 | Verneuil-sur-Seine       | Verneuil-sur-Seine       | 69 953                       | 1,04           | 13                          | Les Alluets-le-Roi, Crespières, Davron, Feucherolles, Médan, Morainvilliers, Noisy-le-Roi, Orgeval, Saint-Nom-la-Bretèche, Triel-sur-Seine, Verneuil-sur-Seine, Vernouillet, Villennes-sur-Seine. |
| 20 | Versailles-1             | Versailles               | fraction Versailles          |                | fraction Versailles         | Partie de la commune de Versailles située au nord d'une ligne définie par l'axe des voies et limites suivantes : à partir de la limite territoriale de la commune de Viroflay, place Louis-XIV, avenue de Paris, avenue du Général-de-Gaulle, rue Royale, rue des Bourdonnais, rue Saint-Médéric, rue du Hazard, rue Edouard-Charton, rampe Saint-Martin, jusqu'à la limite territoriale de la commune de Buc. |
| 21 | Versailles-2             | Versailles               | 51 041 + fraction Versailles |                | 5 + fraction Versailles     | 1° Les communes suivantes : Buc, Jouy-en-Josas, Les Loges-en-Josas, Vélizy-Villacoublay, Viroflay. 2° La partie de la commune de Versailles non incluse dans le canton de Versailles-1. |
|    |                          |                          | 1 408 765                    |                | 262                         | |

### Répartition par arrondissement
Contrairement à l'ancien découpage où chaque canton était inclus à l'intérieur d'un seul arrondissement, le nouveau découpage territorial s'affranchit des limites des arrondissements. Certains cantons peuvent être composés de communes appartenant à des arrondissements différents. Dans le département des Yvelines, c'est le cas de six cantons (Aubergenville, Le Chesnay-Rocquencourt, Maurepas, Plaisir, Saint-Cyr-l'École, Trappes).
Le tableau suivant présente la répartition par arrondissement :
| N° | Canton                   | Mantes-la-Jolie | Rambouillet | Saint-Germain-en-Laye | Versailles              | Total                   |
| -- | ------------------------ | --------------- | ----------- | --------------------- | ----------------------- | ----------------------- |
| 1  | Aubergenville            | 11              | 28          |                       |                         | 39                      |
| 2  | Bonnières-sur-Seine      | 70              |             |                       |                         | 70                      |
| 3  | Chatou                   |                 |             | 5                     |                         | 5                       |
| 4  | Le Chesnay-Rocquencourt  |                 |             | 1                     | 4                       | 5                       |
| 5  | Conflans-Sainte-Honorine |                 |             | 4                     |                         | 4                       |
| 6  | Houilles                 |                 |             | 3                     |                         | 3                       |
| 7  | Limay                    | 20              |             |                       |                         | 20                      |
| 8  | Mantes-la-Jolie          | 5               |             |                       |                         | 5                       |
| 9  | Maurepas                 |                 | 14          |                       | 2                       | 16                      |
| 10 | Montigny-le-Bretonneux   |                 |             |                       | 2                       | 2                       |
| 11 | Les Mureaux              | 10              |             |                       |                         | 10                      |
| 12 | Plaisir                  |                 | 1           |                       | 3                       | 4                       |
| 13 | Poissy                   |                 |             | 3                     |                         | 3                       |
| 14 | Rambouillet              |                 | 36          |                       |                         | 36                      |
| 15 | Saint-Cyr-l'École        |                 |             | 3                     | 3                       | 6                       |
| 16 | Saint-Germain-en-Laye    |                 |             | 7                     |                         | 7                       |
| 17 | Sartrouville             |                 |             | 3                     |                         | 3                       |
| 18 | Trappes                  |                 | 2           |                       | 1                       | 3                       |
| 19 | Verneuil-sur-Seine       |                 |             | 13                    |                         | 13                      |
| 20 | Versailles-1             |                 |             |                       | fraction Versailles     | fraction Versailles     |
| 21 | Versailles-2             |                 |             |                       | 5 + fraction Versailles | 5 + fraction Versailles |
|    |                          | 117             | 81          | 45                    | 19                      | 262                     |